# Lantana scabrida
Lantana scabrida là một loài thực vật có hoa trong họ Cỏ roi ngựa. Loài này được Sol. mô tả khoa học đầu tiên năm 1789.